# Takfarinas
Takfarinas,  aunque su nombre verdadero era Ahcène Zermani, nació el 25 de febrero de 1958 en Tixeraine, en las afueras de Argel, es un cantante y músico argelino de música cabileña. Vive en Francia desde 1994. Sus textos rinden homenaje a la cultura cabileña y bereber, pero a veces escapan para recurrir  a los recursos que constituyen su firma. El estilo nuevo en el cual se involucró se llama el yal. Contribuye a popularizar la música cabileña en Europa.
Su estilo y su música, de amor y de hermandad se han extendido  más allá de su país, Argelia. Una música que encarna la alegría de vivir, alejada del fanatismo y del extremismo; Una lucha de varios poetas y artistas cabileños

## Etimología
La palabra Takfarinas viene del  cabilio Tighfert ines y significa su orgullo.

## Biografía
Es la cuarta generación de una familia de músicos, es el hijo de Mohand Zermani y Fátima Dgui y crece en Tixeraine en los suburbios de  Argel. Ya hacia la edad de seis años, improvisa la fabricación de una guitarra con un bidón de aceite de motor de coche y con los cables de metal de los frenos de una bicicleta. Muy temprano el joven Takfarinas se interesa por los artistas de chaâbi como Me Hamed El Anka, Cheikh El Hasnaoui (el  cantante del amor), Slimane Azem (el cantante fabulista ). Takfarinas posee una voz fuerte con un alto registro  e impone una creación y un estilo musical muy personal, multifacético. La instrumentación preferida de Takfarinas es  acompañar sus canciones con un mandole argelino eléctrico que permite dos tipos de sonido: uno viril y otro femenino, característica de  la música bereber.
En 1976, graba su primera cinta en Argel pero es en 1979 cuando establece su imagen de cantante : el actúa en la primera parte de   un concierto de Idir en el  Olympia y graba  su primer álbum en Francia. En 1981, forma el grupo Agraw, en dúo con Boudjemaa Semaouni, que durará algunos años, antes de su salida en 1984. Prosigue entonces su carrera en solitario y saca en 1986 dos álbumes : Way Telha y Arrach, del que se venden un millón de ejemplares. En 1989, se hizo conocido  internacionalmente con la salida de su doble CD, Irgazen y ini-d ih. En 1994, sale otro álbum titulado Yebba romane (La granada está madura) bien clasificado en el  World Music Europa Charts, pero es con su álbum Yal y sobre todo el hit  Zaâma Zaâma con el que obtiene un éxito internacional. En 2004, sale un álbum titulado Honneur aux Dames, donde Takfarinas se rebela contra la opresión de las mujeres argelinas. Participa el 9 de abril de 2006 en el escenario en la Cité de la musique en  París en un concierto dado en el marco de un ciclo  de cantantes cabileños junto a  Idir. Para el título Torero, Takfarinas llama a Farid Dms Debah para la realización del clip. Takfarinas réorienta su estilo con el álbum Paix et salut, en homenaje a los artistas argelinos víctimas de la represión. Su último álbum, Lwaldine / Inchallah salió en 2011.

## Discografía

### Álbumes
| 1978: Yebba Romane                                                                                        |
| --- |
| 1. Yebba Romane 2. Ay arrac 3. Mreḥba yiswen 4. Ajevrayin 5. Akmikhdhaa 6. Rabi El Ghorva 7. Addiniɣ ṣṣeḥ |

| 1979: Σedmen-ten                                                                                                   |
| --- |
| 1. Σedmen-ten 2. Nefka i ucengu tilelli 3. Lezzayer d tamurt Umaziɣ 4. Yaɛya wul 5. Teddaḍ tilas 6. Tegzem-d Ccuca |

| 1982: Leswar zzin (con Agraw)                                                                                |
| --- |
| 1. Rwi-tt 2. Leswar zzin 3. Tekfa tuffra 4. Imserrmen 5. Nanu 6. Wid yelluẓen 7. Ayen ur nettifif 8. Tamuɣli |

| 1983: Ccaf uparti (Grupo Agraw) |
| --- |
| 1. Ccaf uparti (P. et M. Boudjemâa) 2. Dda Akli (P. et M. Boudjemâa) 3. Icriken (P. et M. Boudjemâa) 4. Ur t-nettaǧǧat (Boudjemâa, Takfarinas, Matoub) 5. Tayri-m (P. et M. Boudjemâa) 6. Instrumental (M. Takfarinas) 7. Mmis n teqbaylit (P.Boudjemâa, M. Takfarinas) 8. Ur frant (P.Boudjemâa, M. Takfarinas) 9. Wid yelluẓen (P.et M. Boudjemâa) 10. Anef-iyi weḥdi (P.Boudjemâa, M. Takfarinas) |

| 1985: Sarah iwakcic |
| --- |
| 1. Sarah iwakcic 2. Yeqqed wul-iw 3. A win iheddren fell-i 4. Azem 5. Anef i mmime 6. Ay assas n'zehriw 7. Yemma thergagi theli 8. Acḥal d'ilemẓi yetsrun |

| 1986: I- Way telha                                                                                          |
| --- |
| 1. Way telha 2. Tenniḍ-iyi (con Malika Domrane) 3. M'akken i d-ffɣen 4. Newwi-d tafat 5. Ulac nnif di tayri |

| 1986: II- Arrac                                                              |
| ---------------------------------------------------------------------------- |
| 1. Arrac 2. Tamettut boumjahedh 3. Instrumental 4. Amahvus 5. Ss fehmas wass |

| 1989: I- Ini-d ih                                                                 |
| --------------------------------------------------------------------------------- |
| 1. Ini-d ih 2. Salamt (version original) 3. Rǧu 4. Iɣab leεqel-iw 5. Instrumental |

| 1989: II- Irgazen                                                        |
| ------------------------------------------------------------------------ |
| 1. Irgazen 2. Nniɣ-am 3. Imeslayen 4. Agujil 5. Lezzayer 6. Tajmilt-nwen |

| 1990: Álbum directo en el Olympia de París |
| ------------------------------------------ |
|                                            |

| 1993: Ṛṛemman                                                                                    |
| ------------------------------------------------------------------------------------------------ |
| 1. Ay ul-iw 2. Aha lalala 3. Aḥnin 4. Ayen 5. Ṛṛemman (1ª versión) 6. Susem 7. Taxeddaεt 8. Zhut |

| 1996: I- Ṭebbeg-riri                                                        |
| --------------------------------------------------------------------------- |
| 1. Ṭebbeg-riri 2. Yemma 3. Yya-w 4. Nadia 5. Ddan s rrif 6. Awi-d 7. Ddunit |

| 1996: II- Awi nniya                                                                                  |
| --- |
| 1. Awi nniya 2. Zznad 3. Tḍul lɣerba 4. Lfenn 5. Ur ttxemmim 6. Ẓẓher-iw 7. Ttrunt wallen-iw 8. Ṣber |

| 1999: I- Zeεma zeεma                                                                          |
| --------------------------------------------------------------------------------------------- |
| 1. Zeεma zeεma 2. Way way 3. Wiza 4. Ines ines 5. Tanoumi 6. Ayessiyi 7. Aytezyen 8. Irwihene |

| 1999: II- Nwala                                                             |
| --------------------------------------------------------------------------- |
| 1. Nwala 2. Lawliya 3. Douga 4. Aarous 5. Tayri 6. El Mektoub iw 7. Lwennas |

| 2000: Quartier Tixeraine (versiones) |
| ------------------------------------ |
|                                      |

| 2004: I- Cuf, cuf                                                                                                  |
| --- |
| 1. Ad ken-ǧǧeɣ 2. Awi-d kan ad nili 3. Cuf, cuf 4. Loin de mes yeux 5. Maria 6. Reviens-moi 7. Siiḥ, siḥ (cabilio) |

| 2004: II- Hommage aux martyrs du printemps noir                                                                              |
| --- |
| 1. A ṛṛuplan 2. Au pays de mon père 3. Azul 4. Lqahwa (istikhbar) 5. Lqahwa (suite) 6. Sḥ, siḥ (inglés) 7. Soleil 8. Torréro |

| 2004: III- Honneur aux dames                                                                                    |
| --- |
| 1. Ay d lεali ! 2. Chaos, chaos 3. Yya-w, yya-w 4. Gulleɣ 5. Honneur aux dames 6. Le bien est à venir 7. Uɣal-d |

- 2011: Lwaldine / Inchallah (doble álbum).

## Premios
En 1999, logra un Kora Awards de Mejor Artista Norte-Africano.